# 吳開福
吳開福（？—？），中國清朝官員，安徽全椒人，監生出身。
乾隆十三年（1748年）任台灣鳳山縣萬丹縣丞。乾隆十六年（1751年）署鳳山縣知縣，次年署彰化縣知縣。